# Catalina García Fernández
Catalina García Fernández, que como sor adoptaría el nombre de Catalina de Jesús y San Francisco (Santorcaz, abril de 1639-7 de noviembre de 1677), fue una religiosa del siglo XVII que escribió una relación de su vida y poemas.

## Biografía
Natural de Santorcaz, nació a principios de abril de 1639. Era hija de Bartolomé García, natural de Anchuelo, y de Catalina Fernández, que le pusieron el nombre de Catalina. Huérfana a los pocos años, vivió en Alcalá de Henares con una tía suya. Apenas cumplidos los quince años, contrajo matrimonio con Juan Bernique, médico valenciano que luego ejercería la profesión en Trillo, Loranca y Torrejón de Ardoz.
Habiendo quedado viuda, en 1661 Catalina recibió el hábito de la Tercera Orden de San Francisco. Adoptó entonces el nombre de Catalina de Jesús y San Francisco. En 1671, fundó en Alcalá un colegio para doncellas pobres.

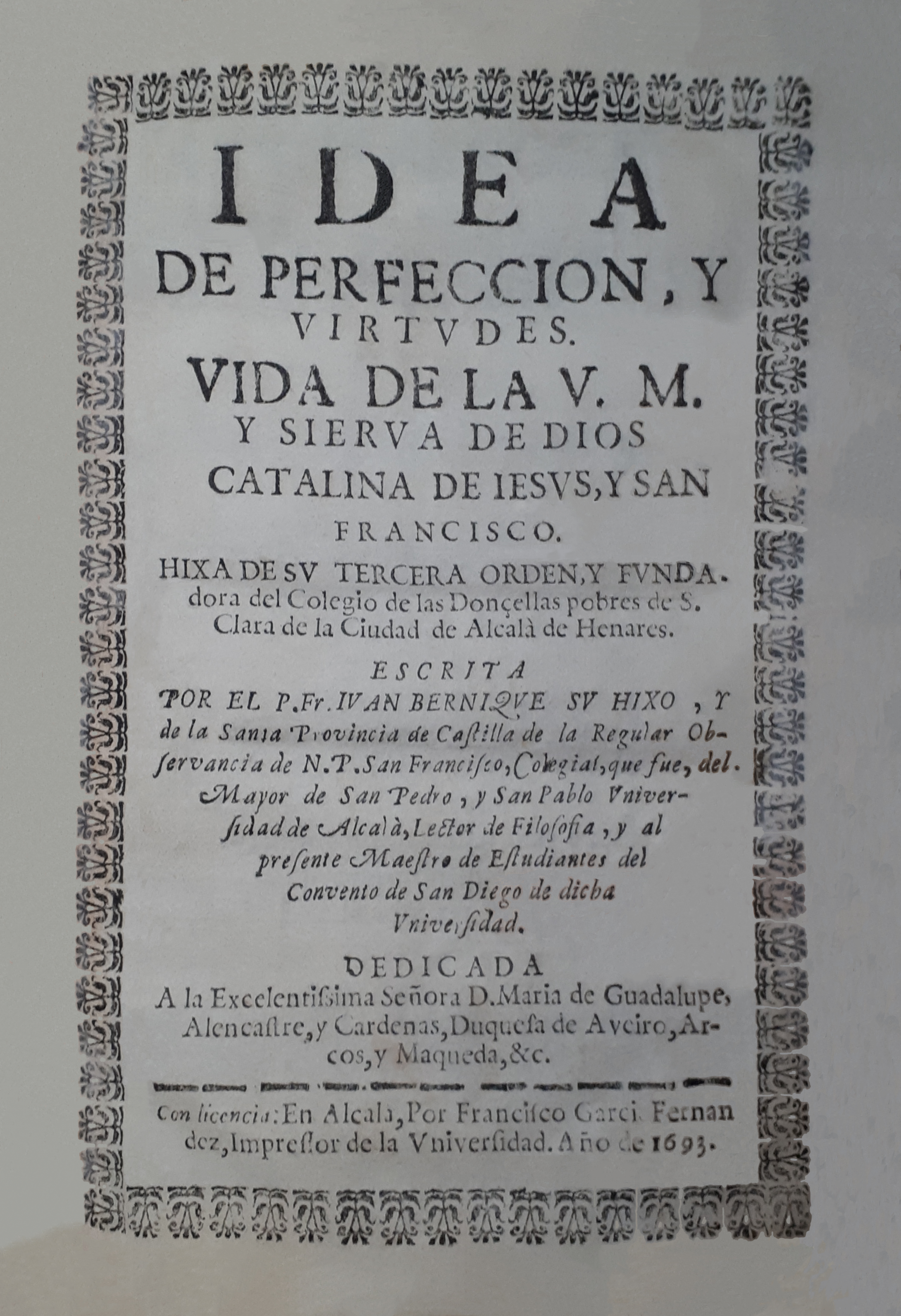
Portada de Idea de perfección y virtudes, biografía de García Fernández escrita por su hijo, Juan Bernique

Escribió una relación de su vida y unas Poesías. Falleció el 7 de noviembre de 1677, a los 38 años. Su hijo, llamado Juan Bernique, como el padre, hizo de biógrafo. Esta biografía llevaba el título de Idea de perfección, y virtudes. Vida de la V. M. y sierva de Dios Catalina de Iesus, y San Francisco, hija de su tercera Orden, y fundadora del Colegio de las doncellas pobres de S. Clara de la Ciudad de Alcalá de Henares. Escrita por el P. Iuan Bernique su hixo y de la Santa Provincia de Castilla de la Regular Observancia de N. P. San Francisco. Dedicada a D. María de Guadalupa Alencastre y Cárdenas, Duquesa de Aveiro, Arcos y Maqueda. Las puso en papel en 1693 en Alcalá Francisco Fernández, impresor de la universidad. Son 399 páginas.